# Bolzplatz

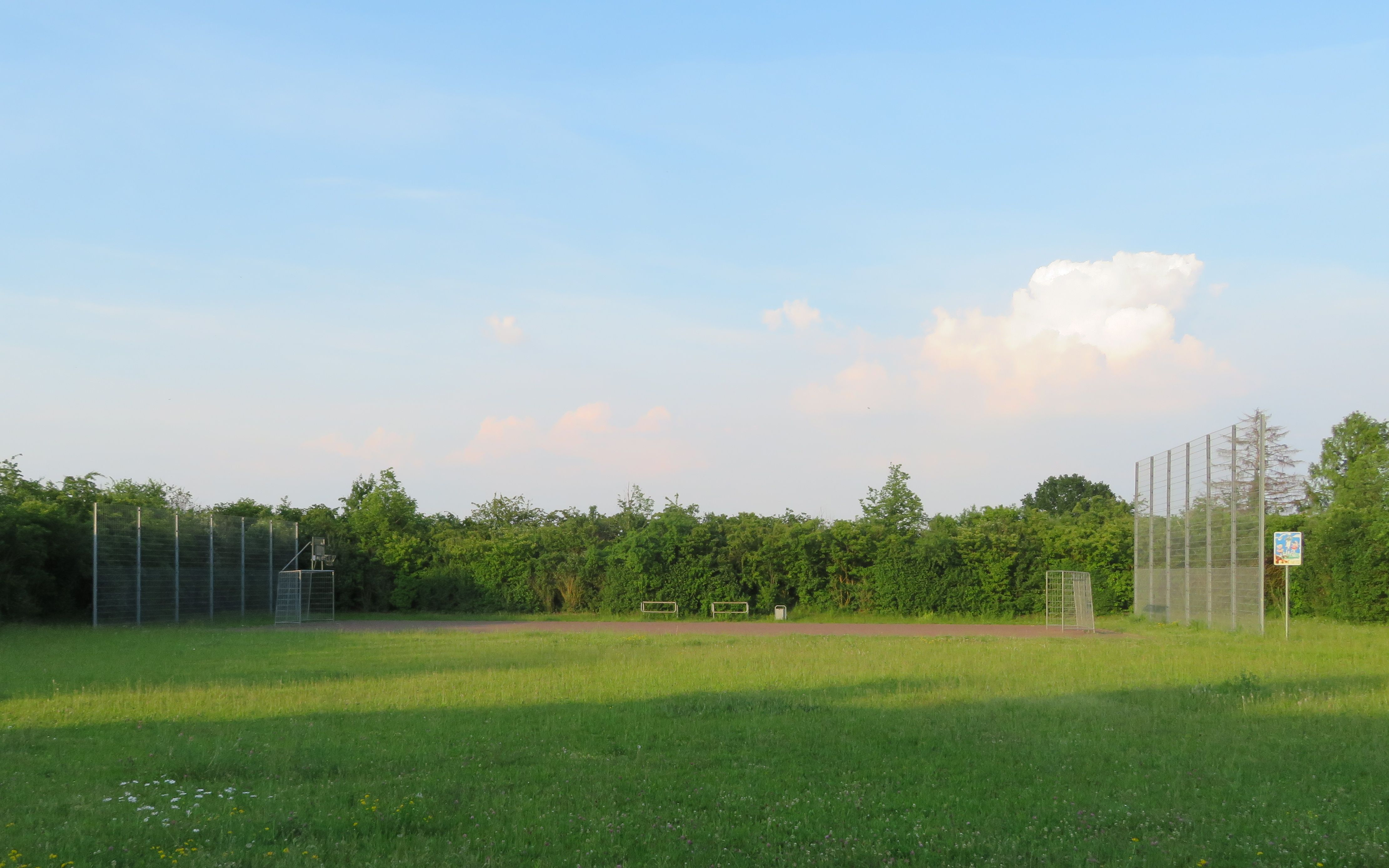
Wiese mit Bolzplatz

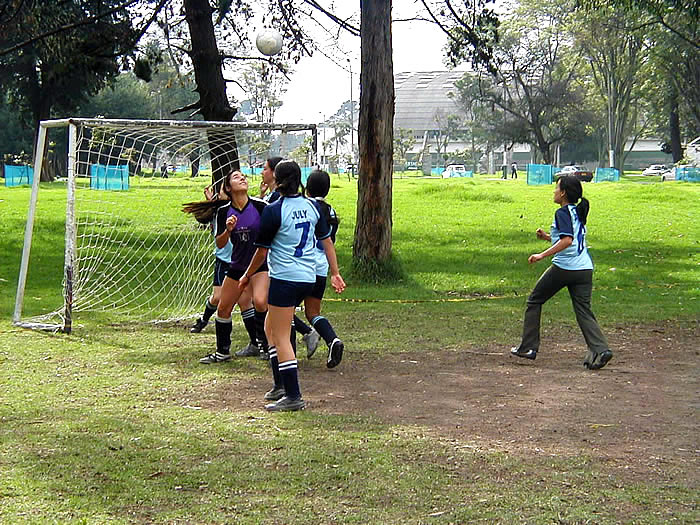
Mädchen auf einem Bolzplatz

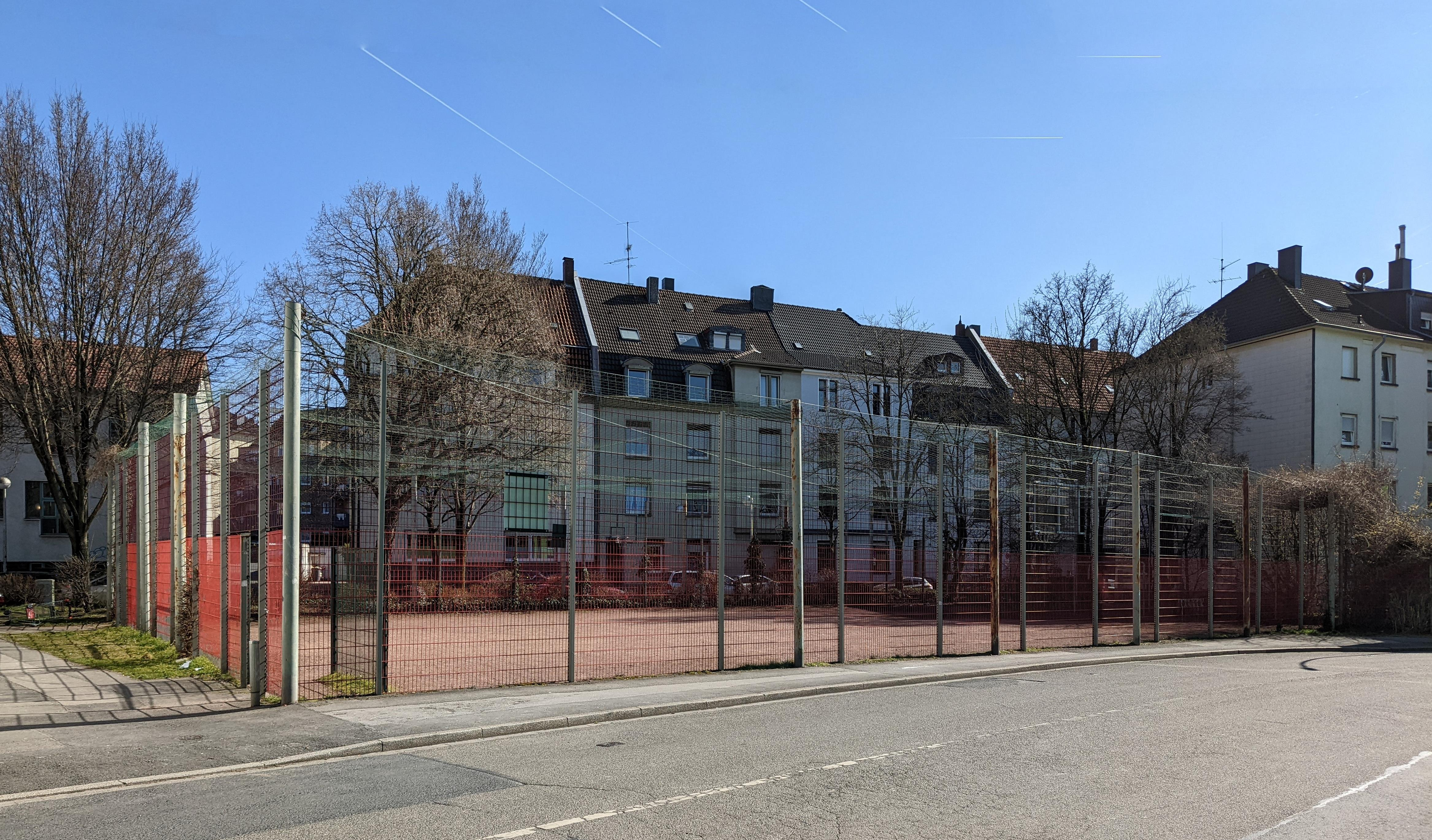
Eingezäunter Bolzplatz zwischen zwei Straßen

Ein Bolzplatz (im Fußballjargon bolzen: hart treten/schießen; derb/systemlos Fußballspielen) ist in Deutschland ein meist von der jeweiligen Stadt oder Gemeinde angelegter Fußballplatz, der zur Gemeinnutzung zur Verfügung steht. Ein umgangssprachlicher Begriff für die dort Spielenden ist Bolzer.

## Beschreibung
Für Bolzplätze gibt es keine Standards für die Feld- oder Torgröße. Bolzplätze sind daher meist erheblich kleiner als genormte Fußballplätze oder andere Sportplätze. Da es keine festgelegten Regeln gibt, ist es möglich, von fast jeder Position auf dem Platz auf das gegnerische Tor zu schießen (bolzen), was dem Platz seinen Namen gab.
Als Bodenbelag kommen Granulat, Sand, Rasen, Kunstrasen, Asphalt, Tartan oder Stein zum Einsatz.
Bolzplätze sind oft umzäunt, damit Bälle nicht in die Umgebung fliegen, z. B. in anliegende Gärten oder in den Straßenverkehr. Die Umzäunung besteht in der Regel aus verschraubten Metallgittern. Selten ist darüber noch ein Netz gespannt, damit der Ball nicht über die Umzäunung geschossen werden kann.
Einige Bolzplätze sind sogar beleuchtet, so dass auch abends und bei Dunkelheit gespielt werden kann. Unter bestimmten Umständen kann ein Bolzplatz unter die Sportanlagenlärmschutzverordnung fallen.

## Spielweise
Gespielt oder gebolzt wird auf einem Bolzplatz nach individuell vereinbartem Regelwerk. Mehr als sieben Spieler pro Mannschaft sind alleine auf Grund der Größe eines Platzes aber die Seltenheit. Die Regeln, die vor dem Spiel festgelegt werden, sind häufig modifizierte Fußballregeln – so wird beispielsweise die Abseitsregel normalerweise nicht angewendet. 
Darüber hinaus werden auch häufig Fußballvarianten gespielt, die auch mit wenigen Mitspielern spielbar sind. 

## Turniere
Weltweit werden in regelmäßigen Abständen Bolzplatzturniere ausgetragen. Diese haben unter anderem den Vorteil, dass die Teilnehmer keinem speziellen Verein angehören müssen. Die Teilnahme kann je nach Organisator durch eine festgelegte Altersgrenze beschränkt sein. Um an einem solchen Turnier teilzunehmen, muss in der Regel eine vom Veranstalter vorgegebene Teilnahmegebühr bezahlt werden.
Bekannte Turniere in Deutschland sind: Herbst- und Winter-Cup (Osnabrück), Budenzauber der Frauenberger Party (Euskirchen), Löwen-Wölfebandy-Cup, Fireball-Cup (Nidderau-Heldenberg), Peacemaker-Cup (Dortmund), Zechen-Cup (Recklinghausen). Internationale Turniere werden u. a. in Barcelona (Spanien), Riccione (Italien) und Ommen (Niederlande) ausgetragen.

## Sonstiges
Aufgrund der Lärmentwicklung dürfen Bolzplätze in Wohngebieten in den meisten Gemeinden zum Schutze der Anwohner nur zu bestimmten Zeiten, z. B. werktags von 9 bis 19 Uhr, benutzt werden. Viele Bolzplätze sind nach den meisten Gemeindesatzungen außerdem wie Kinderspielplätze zu behandeln.
Das Land Nordrhein-Westfalen hat die Bolzplatzkultur im April 2018 in sein Landesinventar des immateriellen Kulturerbes aufgenommen. Die Bolzplatzkultur wird darin als „eine jugendkulturelle Form der gesellschaftlichen Selbstorganisation, die ihren Ursprung in den städtischen Milieus der 1920iger [sic!] Jahre hat“, gewürdigt.
Der Bolzplatz als eigenständiges kulturelles Phänomen ist Gegenstand wissenschaftlicher Untersuchungen. Ein Beispiel ist der soziologische Vortrag von Jonas Wollenhaupt an der Justus-Liebig-Universität Gießen.
Das Maskottchen des Fußballvereins VfL Bochum heißt Bobbi Bolzer.
In Hannover sind statt bolzen und Bolzplatz die Ausdrücke booken und Booker üblich.